# Верхне-Наземская улица
Верхне-Назе́мская улица — исчезнувшая улица в жилом районе «Центральный» Кировского административного района Екатеринбурга.

## Происхождение названия
Название Верхне-Наземская, скорее всего, было связано с тем, что сюда в изобилии свозился навоз (назем) из конюшенных дворов располагавшейся поблизости Конюшенной слободы. Первая часть названия Верхне- по аналогии с соседней Верхне-Вознесенской улицей свидетельствует о том, что улица поднималась на Вознесенскую горку, то есть шла в направлении север-юг.

## История
Улица возникла после расширения Екатеринбургской крепости (не ранее 1774—1778 годов) на участке вдоль восточной линии старых укреплений (между современными улицами Карла-Либкнехта и Тургенева), и первоначально могла использоваться в качестве места для свалки. После сноса укреплений и начала перестройки города согласно генеральному плану 1804 года с его требованиями устройства геометрически правильных кварталов Верхне-Наземская улица была застроена усадьбами горожан.